# Tjegnalis
Tjegnalis är en sjö i Arjeplogs kommun i Lappland och ingår i Umeälvens huvudavrinningsområde. Sjön har en area på 0,413 kvadratkilometer och ligger 715,1 meter över havet. Tjegnalis ligger i Laisälven Natura 2000-område.

## Delavrinningsområde
Tjegnalis ingår i det delavrinningsområde (734106-152739) som SMHI kallar för Mynnar i Dellikälven. Medelhöjden är 800 meter över havet och ytan är 8,81 kvadratkilometer. Räknas de 3 avrinningsområdena uppströms in blir den ackumulerade arean 39,29 kvadratkilometer. Tsåkaurjåkkå som avvattnar avrinningsområdet har biflödesordning 5, vilket innebär att vattnet flödar genom totalt 5 vattendrag innan det når havet efter 440 kilometer. Avrinningsområdet består mestadels av kalfjäll (90 procent). Avrinningsområdet har 0,69 kvadratkilometer vattenytor vilket ger det en sjöprocent på 7,8 procent.